# Arotes albicinctus
Arotes albicinctus är en stekelart som beskrevs av Johann Ludwig Christian Gravenhorst 1829. Arotes albicinctus ingår i släktet Arotes och familjen brokparasitsteklar. Enligt den finländska rödlistan är arten starkt hotad i Finland. Artens livsmiljö är naturmoskogar. Utöver nominatformen finns också underarten A. a. moiwanus.